# Johan Bergström (författare)
Johan Bergström, född 18 januari 1947 i östra Bergslagen är en svensk författare, dramatiker och filmare. Han har även varit verksam som journalist och då framförallt för Sveriges Radio. Gift med Soraya Bergström-Kent.

## Biografi
Efter studier vid Dartington College of Arts och London School of Film Technique under åren 1962–1966 arbetade Johan Bergström för Group 64 Productions i London. Under det sena 1960-talet och i början av 1970-talet levde Bergström ett vandrande liv i såväl Europa som i stora delar av Afrika, något som kommit att prägla hans senare författarskap påtagligt. Under åren 1978–1988 var han frilansande producent vid Sveriges Radio och 1988 var han med och bildade mediakollektivet Magnetica Film Productions som han alltjämt är med och driver. Under åren 1989–2001 levde Bergström i Berlin för att sedan återvända till Sverige och Göteborg.  
I samband med att romanen Barfota kom ut 2005 uppstod en diskussion i Göteborgs-Posten. Bruket av pseudonym är sedan länge etablerat, men Bergström gav sitt en detaljerad persona, yrkesbakgrund och tydlig identitet. I Bergströms fall var det dessutom så att inte ens förläggaren på förlaget Leopard visste vem den egentlige författaren var förrän efter det att boken publicerats.
Bergström var värd i Sommar i P1 1993.

## Priser och utmärkelser
- 1985 - Eckersteins Kulturpris
- 2004 – Göteborgs Stads författarstipendium

## Teaterpjäser (i urval)
- En eld i mörkret (1991), sattes upp vid Göteborgs Stadsteater i regi av Margitha Ahlin.
- Ljus, mera ljus (1992), sattes upp vid Angereds Teater i regi av Bodil Mårtensson.
- Snön i ditt öga(1998), sattes upp av Bohusläns Teater i regi av Karin Enberg.
- Tango för en tysk terrorist/Motljus (2002), sattes upp av Teater Bhopa i Göteborg i regi av Birthe Niederhaus.

## Film (i urval)
- Enligt beslut (1988), långfilm för SVT i regi av Carin Mannheimer med manus av Johan Bergström.[5]
- Makedonia (1990), TV-serie i 5 delar à 60 minuter av Arne Lifmark med manus av Johan Bergström.[6]
- Maktens tomma rum (1990), dokumentär om Wolf Biermann i samband med hans besök i det ockuperade f.d. Stasihögkvarteret
- Trots allt (1991), dokumentär om konstnären Bärbel Bohley och medborgarrättsrörelsen i DDR.
- Älvens röst (2005), dokumentär om människor och deras livsvillkor längs Lule älv. Gjord tillsammans med Bo Harringer.[7]
- Med hoppet som insats (2005), dokumentär om Rosengrenska klinikens arbete för gömda flyktingar. Gjord tillsammans med hustrun Soraya Bergström-Kent.
- No Condition Is Permanent (2007), dokumentär om rovfiske utanför västra Afrikas kust. Gjord tillsammans med Soraya Bergström-Kent och Robert Jakobsson.
- Nu skiter vi i det här – om Hake och samtiden (2012), dokumentär om konstnären Claes Hake. Gjord tillsammans med Soraya Bergström-Kent och Bo Harringer.